# Henrik Berlau
Henrik Berlau (født 24. april 1953) var medstifter af det politiske parti Fælles Kurs, og 1987-1988 var han medlem af Folketinget for Fælles Kurs. Han har også været fremtrædende i Sømændenens Forbund, hvor han var mellem 1991 til sammenlægningen med SiD i 1994 var forbundsformand, og senere  forhandlingssekretær i fagforbundet 3F's transportgruppe.
Henrik Berlau gik på pension fra 3F i 2016. Han blev af Shippingbladet Lloyd’s List i London beskrevet som »Manden, rederne elskede at hade« . Forinden havde han arbejdet 40 år i fagbevægelsen. I sit faglige virke opnåede han igennem årene bred anerkendelse, og han påtog sig mange opgaver i kampen for bedre løn og arbejdsforhold. I 20 år var han desuden hoved forhandler om ILO-minimumsløn for sømænd. Over årene er det også blevet til et utal af offentlige debatter i aviser, radio og TV. Udover sit faglige virke har Henrik Berlau blandt andet været med til at afsløre danske rederiers ulovlige våbentransporter til Sydafrika under apartheidtiden. Som følge heraf blev han indbudt og deltog ved Nelson Mandelas indsættelse som præsident i 1994. Han var også med til at afsløre danske rederiers våbentransporter til krigen mellem Iran og Irak. Det førte til Iran-Contra Gate affæren der bragte Præsident Ronald Reagan ud i sin værste krise. Det var Sømændenes Forbund der opdagede den direkte sammenhæng mellem US våbenleverancer og amerikanske gidsler frigivelse, hvilket var i strid med officiel US lovgivning. Forbundet ønskede sådanne transporter måtte ske med amerikanske skibe, da danske søfarende risikerede at blive inddraget i krigen som forsyningsled til den ene part.

## Scandinavian Star
Henrik Berlau har siden 1990  været engageret sig i mordbranden på færgen Scandinavian Star’  og udarbejdet i 2021 en kritisk rapport om Søfartsstyrelsen, der skulle have kontrolleret og stoppet skibet inden første sejlads med passagerer.  Berlau har gennem årene fastholdt, at Søfartsstyrelsen for at undgå selv at blive draget til ansvar for manglende kontrol, reelt har stået i vejen for sagens opklaring. Henrik Berlau er fortsat aktiv som foredragsholder om blandt andet Scandinavian Star og danske rederiers ulovlige våbentransporter.  

## Privat
Henrik Berlau har siden 1975 dannet par med Jeanne Berlau og har sammen Majbrit og Solvej Berlau.  
Berlau er far til Majbrit Berlau, Fhv. formand for Dansk Socialrådgiverforening Fhv. Næstformand i Fagbevægelsens Hovedorganisation (FH). Generalsekretær i Sex og Samfund. 